# 長門広益
長門 広益（ながと ひろます）は、戦国時代の武将。蠣崎氏の家臣。

## 略歴
天文17年（1548年）、主君・蠣崎季広の従兄弟にあたる基広が謀反を起こした際に、季広の命を受け基広を討伐した。帰陣の際には、その首級を季広の下へ持ち帰ったともいう。その功により季広から偏諱を受け、広益を名乗った。武勇に優れた人物であったという。